# Punjaipuliampatti
Punjaipuliampatti (o Punjai Puliampatti) è una suddivisione dell'India, classificata come town panchayat, di 15.144 abitanti, situata nel distretto di Erode, nello stato federato del Tamil Nadu. In base al numero di abitanti la città rientra nella classe IV (da 10.000 a 19.999 persone).

## Geografia fisica
La città è situata a 11° 20' 60 N e 77° 12' 0 E e ha un'altitudine di 312 m s.l.m..

## Società

### Evoluzione demografica
Al censimento del 2001 la popolazione di Punjaipuliampatti assommava a 15.144 persone, delle quali 7.594 maschi e 7.550 femmine. I bambini di età inferiore o uguale ai sei anni assommavano a 1.300, dei quali 676 maschi e 624 femmine. Infine, coloro che erano in grado di saper almeno leggere e scrivere erano 10.133, dei quali 5.772 maschi e 4.361 femmine.